# Кейн, Питер (фигурист)
Пи́тер Кри́стиан Кейн (англ. Peter Christian Cain , род. 20 ноября 1958 года) — бывший австралийский фигурист, выступавший в парном катании с сестрой Элизабет Кейн. Они были бронзовыми призёрами чемпионата мира среди юниоров 1976 года и четырёхкратными чемпионами Австралии по фигурному катанию. Кроме того, спортсмены представляли страну на Зимних Олимпийских играх 1980 года, где заняли одиннадцатое место, а также участвовали на чемпионатах мира (12-е место). Впоследствии Кейн стал тренером и судьёй по фигурному катанию.

## Тренерская деятельность
В настоящее время Питер Кейн живёт и работает в Далласе, США. Он входит в число технических специалистов ИСУ. Его дочь, Эшли, представляет США в парном и женском одиночном катании. Питер также является тренером своей дочери и её партнёра. Также тренирует ещё ряд спортсменов, работает с известной австралийской одиночницей Брукли Хан.